# Bajo órdenes
Bajo órdenes (Under Orders) es una novela de suspense escrita por Dick Francis, que hace la trigésimo novena de su obra. Fue publicada en el 2006 en Estados Unidos. Es la cuarta novela en la que aparece el detective Sid Haley.

## Trama
Sid Haley acude a una carrera de caballos con su ex-suegro, Charles Rowland. Pero al acabar la carrera el caballo ganador, Oven Cleaner, muere. Al salir del hipódromo Sid Haley encuentra muerto a Huw Walker (el jinete que había montado a Oven Cleaner), al parecer por culpa de tres heridas de bala en el pecho. Se le asigna a Sid la tarea de investigar la causa de las muertes. Pasados unos cuantos días muere Bill Burton, entrenador de Oven Cleaner. Al inicio, la policía supuso que se había suicidado, pero luego Sid Haley descubrió una bala en un recipiente de basura, lo que hizo que la policía cambiara de opinión. Conforme Sid avanza en las investigaciones, el asesino intenta matarlo. Pero luego, el asesino cambia de planes y ataca a Marina van Der Meer, novia de Sid. Cada vez que Sid hace un descubrimiento, Marina van Der Meer es atacada por alguien. Sin embargo, el descubrimiento de un cabello en el cuarto de Juliet Burns, ayudante de Bill Burton, empieza a crear sospechas. El ADN revela a Sid Haley que el dueño del cabello es Peter Enstone, hijo de Lord Enstone, dueño de Oven Cleaner y jefe de Bill Burton y Huw Walker.
Más tarde interrogan a Juliet Burns, quien, después de varios minutos de preguntas, revela que Peter Enstone en realidad mató a Huw Walker y a Bill Burton. Incluso contribuyó en la muerte de Oven Cleaner, dándole de beber tanta agua que el caballo murió por el esfuerzo. Finalmente Peter Enstone intenta matar a Sid Haley con un cuchillo, pero no lo logra y Peter pierde el uso de la mano izquierda durante el ataque. Por último, Peter es llevado a la cárcel y Sid Haley se casa con Marina van Der Meer.